# Mantador (Dakota del Norte)
Mantador es una ciudad ubicada en el condado de Richland en el estado estadounidense de Dakota del Norte. En el censo de 2010 tenía una población de 64 habitantes y una densidad poblacional de 180,37 personas por km².

## Geografía
Mantador se encuentra ubicada en las coordenadas 46°9′56″N 96°58′40″O / 46.16556, -96.97778. Según la Oficina del Censo de los Estados Unidos, Mantador tiene una superficie total de 0.35 km², de la cual 0.35 km² corresponden a tierra firme y (0 %) 0 km² es agua.

## Demografía
Según el censo de 2010, había 64 personas residiendo en Mantador. La densidad de población era de 180,37 hab./km². De los 64 habitantes, Mantador estaba compuesto por el 92.19 % blancos, el 0 % eran afroamericanos, el 3.13 % eran amerindios, el 1.56 % eran asiáticos, el 0 % eran isleños del Pacífico, el 0 % eran de otras razas y el 3.13 % pertenecían a dos o más razas. Del total de la población el 0 % eran hispanos o latinos de cualquier raza.

## Personalidades
- Heidi Heitkamp, política